# ヒッポメネース

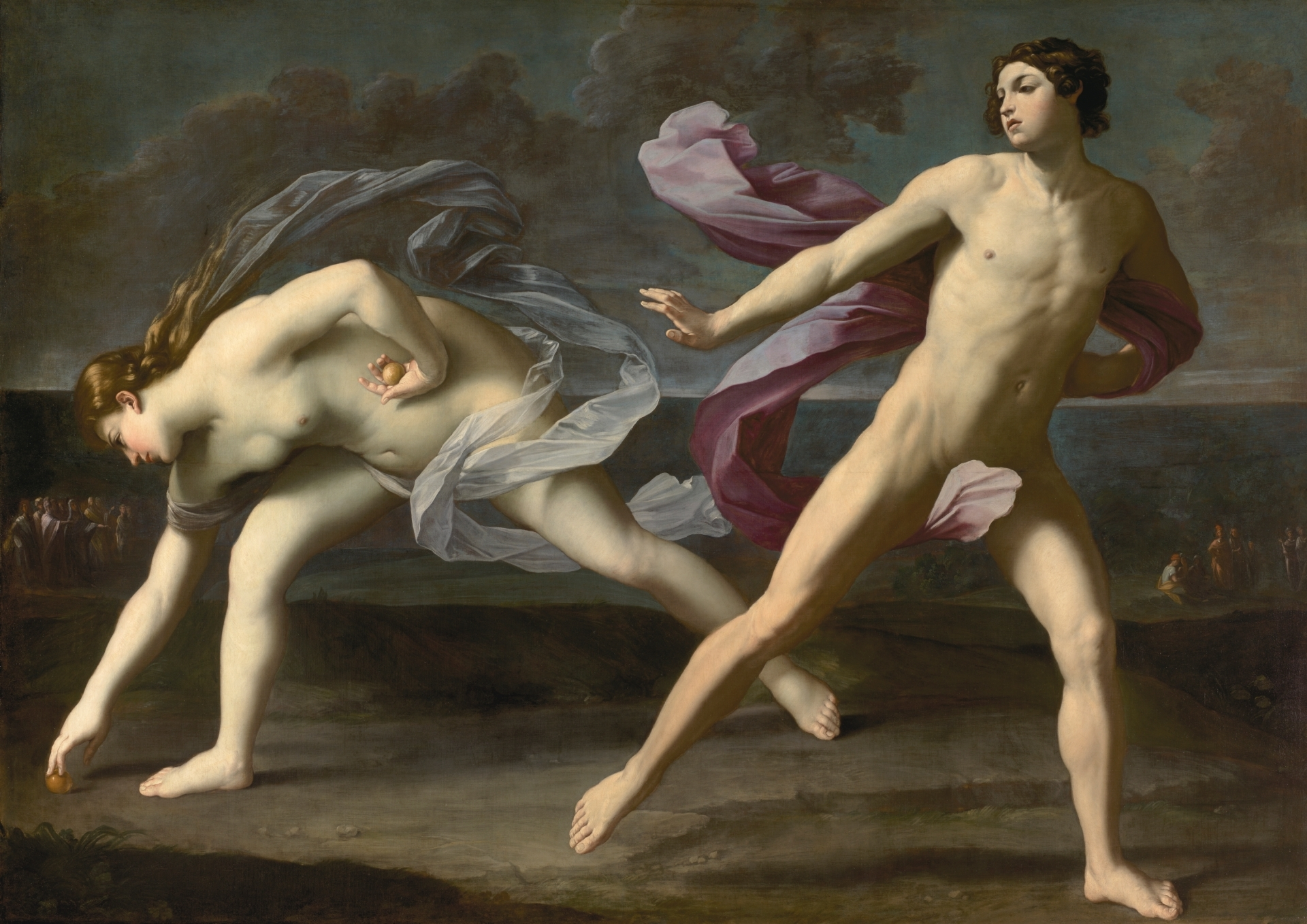
グイド・レーニ『アタランテとヒッポメネス』1618年-1619年頃。プラド美術館所蔵。

ヒッポメネース（古希: Ἱππομένης）は、ギリシア神話の人物である。長音を省略してヒッポメネスとも表記される。オンケーストスのメガレウスとメロペーの息子で、女狩人として名高いアタランテーの夫。

## 神話
ヒッポメネースは主にアタランテーへ求婚したことで知られ、この神話はオウィディウス、セルウィウス、ヒュギーヌスなどによって記されている。
ヒッポメネースは処女の狩人、アタランテーに恋をしたが、彼女は結婚をすることを拒んでいた。しかし神託で結婚してはならないと警告されると、彼女は、自分と結婚したい男性は徒競走で彼女に勝利しなければならないこと、そして敗者は殺害することを宣言した。彼女は俊足で有名であった。あるいはヒュギーヌスなどによれば、彼女の父が彼女の結婚を望み、徒競走で負けるはずがないと考えたアタランテーがこの条件を提示したとも言われる。

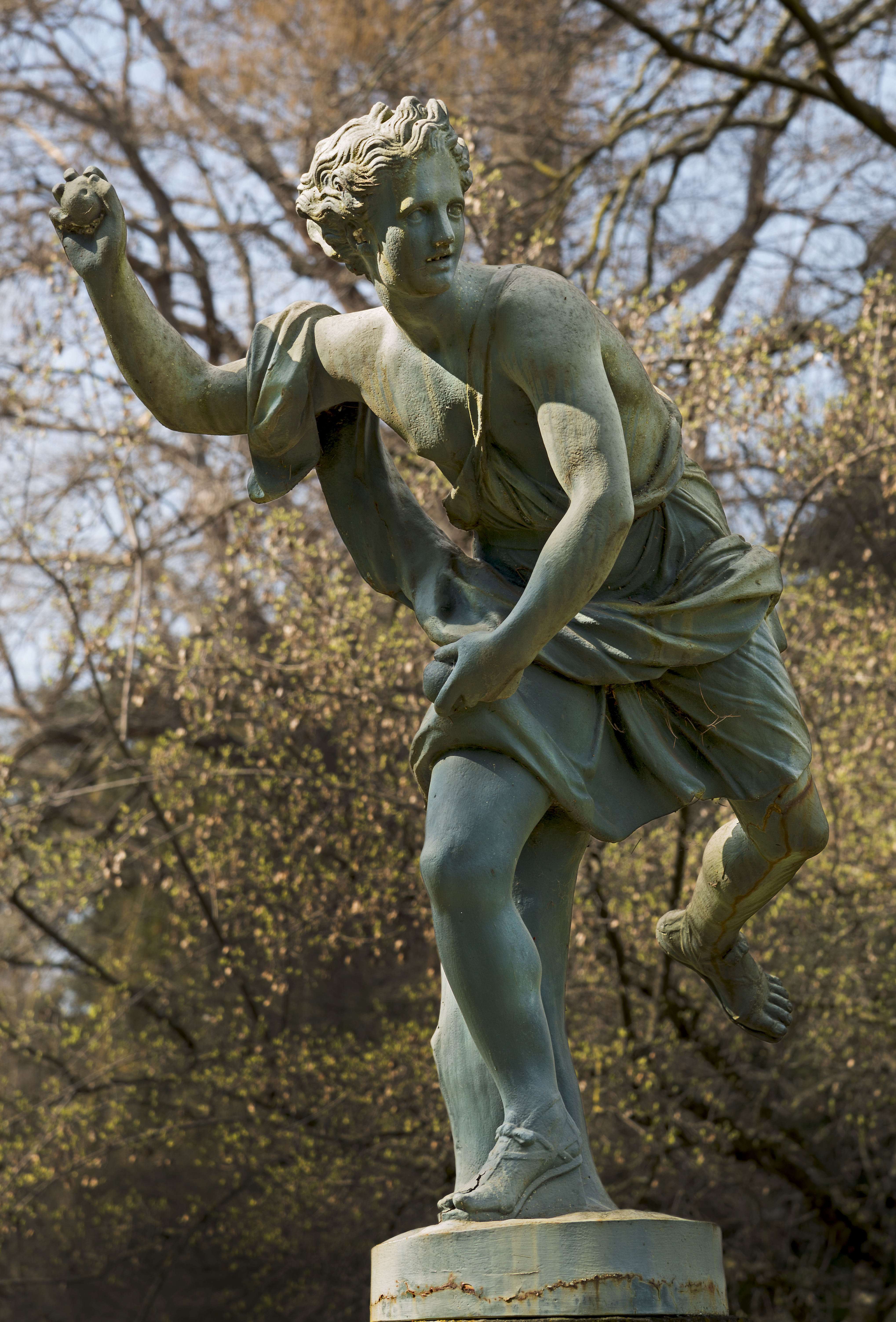
ギヨーム・クストゥーによるヒッポメネースの彫像。

アタランテーは求婚者たちを次々と打ち負かしたが、ヒッポメネースは、公正な勝負ではアタランテーに勝てないことを知っていたため、アプロディーテーに祈って助けを求めた。
アプロディーテーは彼に3つの黄金の林檎を与え、これを1つずつ落としてアタランテーの気を引き付けるように教えた。オウィディウスによれば、この林檎はキプロス島のタマソスにあるアプロディーテーの聖なる林檎の木から取られたとされる。また、セルウィウスはこれをヘスペリデスの園の林檎であるとしている。アタランテーは、2つ目の林檎までは彼に再び追いつくことが出来たが、3つ目の林檎を拾おうと立ち止まった際にヒッポメネースが競走に勝利し、アタランテーを妻にする権利を手にした。
後に、アタランテーとヒッポメネースは、彼の故郷への旅の途中にキュベレーの聖域で交わったことにより怒りを買って獅子に変えられた。オウィディウスとセルウィウスによれば、ヒッポメネースがアプロディーテーの助力への返礼を怠ったために怒り、キュベレーの神殿に2人が立ち寄った際に彼らを愛欲で狂わせて交わらせ、これによってキュベレー（ヒュギーヌスによればゼウス）が彼らを獅子に変えたとされる。その後、彼らはキュベレーの戦車を牽いているとされ、セルウィウスはこの戦車を地球そのものと考えていた。
アポロドーロスによると、アタランテーに徒競走で勝利して結婚し、後にアタランテーとともにライオンに変えられた人物はアムピダマースの子メラニオーンとなっている。